# Cosqueville
Cosqueville är en kommun i departementet Manche i regionen Normandie i norra Frankrike. Kommunen ligger i kantonen Saint-Pierre-Église som tillhör arrondissementet Cherbourg. År 2018 hade Cosqueville 591 invånare.

## Befolkningsutveckling
Antalet invånare i kommunen Cosqueville
| Referens: INSEE |